# حکم (بازی)
حکم نام بازی با ورق‌های بازی (۵۲تایی) متکی بر بخت و مهارت است. محبوب‌ترین گونهٔ این بازی نوع چهارنفرهٔ آن است گرچه گونه‌های دو، سه، پنج و شش نفره آن هم بازی می‌شود. در میان بازی‌های ورق حکم نزد ایرانیان از محبوبیت زیادی برخوردار است. در گونهٔ چهارنفره حکم بازیکنان دو به دو یار یکدیگرند و دیگر گونه‌ها (به جز شش نفره) هر کس علیه بقیه بازی می‌کند. اساس برد و باخت در هر «دور بازی» بر برنده شدن در «هفت بازی» یا «هفت دست بازی» استوار است و اساس برنده شدن در هر دست بازی کسب هفت امتیاز است که به هر کدام از این امتیازها هم «دست» می‌گویند. برنده شدن هر امتیاز را اصطلاحاً «دست‌گرفتن» می‌گویند؛ مثلاً ممکن است در بازی پنجم از هفت بازی گروه بازنده شش دست گرفته باشد و گروه برنده هم که هفت دست گرفته است. در گونهٔ چهارنفره امتیازها برای تیم لحاظ می‌شود و نه فرد.

## دربارهٔ برگ‌ها
شناخت برگ
معمولاً برگ‌ها در آموزش بازی حکم شامل ۴ خال می‌باشند یعنی به ۴ دسته اصلی تقسیم می‌شوند.
خال خشت: که به شکل لوزی و قرمز رنگ هستند.
خال پیک: به شکل عدد ۵ است که پایه هم دارد و به رنگ مشکی می‌باشد.
خال دل: به شکل قلب می‌باشد و قرمز رنگ است.
خال خاج یا گشنیز: به شکل برگ و مشکی رنگ می‌باشد.
بهتر است بدانید که این خال‌ها در هر بازی بر اساس نوع حکم ارزش و اعتبار خاص پیدا می‌کنند. هر خال نیز دارای ۱۳ برگ می‌باشد که به ترتیب K, Q، J و A، ۲، ۳، ۴، ۵، ۶، ۷، ۸، ۹، ۱۰ می‌باشند.
ارزش مجرد ورق‌ها
ترتیب ورق‌های هر خال بر اساس ارزیابی درجه نظامی، از کمینه به بیشینه بدین ترتیب است: ۲ (کم‌درجه‌ترین خال)، ۳، ۴...۱۰، سرباز، بی‌بی، شاه، تک (آس (به فرانسوی: Ace)). به‌طور پیش‌فرض خال‌ها بر یکدیگر برتری ندارد. اما پس از تعیین خال حکم توسط حاکم، برتری و غالبیت از سوی تمامی خال‌های حکم بر تمامی مجموع ۳۹ خال دیگر برقرار می‌شود. ضعیف‌ترین ورق این ۱۳ خال برتر و غالب، ورق با نمره ۲ است که از مجموع ۳ ورق تک (آس) خال‌های دیگر هم برتر و غالب‌تر شناخته و در نظر گرفته می‌شود. خال حکم در ابتدای هر دور (Round) بازی توسط فردی که در مقام حاکم آن دور نشسته است، تعیین می‌شود. نحوهٔ حاکم شدن در ذیل توضیح داده خواهد شد.

## حکم چهار نفره
به خاطر محبوبیت بیشتر حکم چهارنفره قوانین بازی بر اساس آن شرح داده می‌شود و سپس در مورد انواع دیگر بازی حکم تفاوت‌ها با حکم چهار نفره ذکر می‌شود.
یارگیری و تعیین حاکم

'طریقه نشستن بازیکنان در حکم چهار نفره.

افراد بر رأس‌های یکی مربع می‌نشینند. اگر پیشتر یارکشی انجام شده باشد افراد باید به گونه‌ای بنشینند که یار هر کس روبرویش (یعنی رأس مقابل) باشد. سپس یکی از چهار نفر ورق‌ها را پس از برزدن یک یک از رو به صورت پادساعتگرد به افراد می‌دهد (یعنی آشکارا بر زمین می‌گذارد تا همگان ببینند) بنابراین خودش آخرین نفری‌است که ورق دریافت می‌کند. نخستین کسی که آس دریافت کند (یا اصطلاحاً نخستین کسی که «آس بیاورد» یا «به او آس بیفتد») حاکم می‌شود. اگر یارکشی پیشتر انجام شده باشد ورق‌ها جمع‌آوری می‌شود و پس از برخوردن تقسیم ورق‌ها برای بازی اصلی آغاز می‌گردد (اصطلاحاً دست داده می‌شود). اگر یارکشی انجام نشده باشد دادن ورق‌ها به صورت تک تک بر همان سمت پیشین به افراد ادامه می‌یابد تا شخص دیگری آس دریافت کند. این شخص یار حاکم خواهد بود. پس از اینکه یار حاکم تعیین شد. تغییر مکان احتمالی برای روبروی هم قرار گرفتن یاران صورت می‌گیرد.
تقسیم ورق‌ها
به تقسیم ورق میان بازی‌کنان اصطلاحاً «دست‌دادن» یا «ورق‌دادن» می‌گویند. در هر دست بازی بازیکنی که سمت چپ حاکم نشسته است دست می‌دهد؛ یعنی به گونه‌ای دست داده می‌شود که نخستین ورق به حاکم رسد و آخرین ورق به دست‌دهنده. ورق‌دهنده پس از بُرزدن ورق‌ها به اندازهٔ کافی دستهٔ ورق‌ها را از پشت (یعنی بر زمین می‌نهد یا بر کف دستش نگاه می‌دارد و کف دست سوی یار حاکم می‌برد تا یار حاکم آن را «کوپ کند». منظور از کوپ کردن این است که یار حاکم در ستبرای دستهٔ‌ورق نقطه‌ای (ورقی) را انتخاب کند و بدون برهم زدن ترتیب ورق‌ها و البته بدون نگاه کردن آن‌ها ورق‌های زیر آن نقطه را رو قرار می‌دهد که در این صورت اگر برگ یار حاکم زیر ۱۰ باشد حاکم نمی‌تواند برگ را زمین بریزد در صورت «کوپ نکردن» این امکان وجود دارد که اگر حاکم از ورق‌های دریافتی ورق بالای ۱۰ نداشته باشد دست را زمین بریزد. پس مثلاً اگر صورت ابتدایی ورق‌ها را به‌ترتیب شماره‌گذاری کنیم:
۱ ۲ ۳ ۴ ۵ ۶ ۷ ۸ ۹ … ۵۲. پس از کوپ ممکن است به صورت ۳۷ ۳۸ ۳۹ … ۵۲ ۱ ۲ ۳ ۴ ۵ ...۳۶ در آید. این حرکت از این روست که تا حدی از تقلب احتمالی شخص ورق‌دهنده جلوگیری شود چرا که پیش از ورق‌دادن معلوم است که ورق پایانی از آنِ ورق‌دهنده خواهد بود و ورق دهنده فرضاً می‌تواند یک ورق آس را برای خود در ته دستهٔ ورق‌ها قرار دهد. با انجام عمل کوپ این آس فرضی به جایی در میانهٔ ورق‌ها خواهد افتاد. گاه (معمولاً در بازی‌های نه چندان جدی) یار حاکم با انگشتانش بر دستهٔ ورق می‌زند و این به این معناست که «بُر ورق‌دهنده را قبول دارد».
ابتدا ورق‌دهنده با آغاز از حاکم به هر بازیکن پنج ورق می‌دهد. ورق دهنده باید طوری برگه‌ها را پخش کند که برگهٔ آخر به خودش برسد. لازم است ذکر شود که معمولاً در بازی‌های دوستانه ورق دهنده می‌تواند پنج برگ نخست یا چهار دست آخر از دست یارش را ببیند که این موضوع با موافقت بازیکنان صورت می‌گیرد. در این‌جا «حاکم» با توجه به دست خود خالی را خال حکم انتخاب می‌کند. در بعضی مواقع خصوصاً در بازی‌های نه چندان جدی حاکم می‌تواند خال ورق میانی یارش را به عنوان خال حکم انتخاب کند. اگر چنین کند یار حاکم باید ورق میانی‌اش را به همگان نشان دهد. چنان‌که دیده می‌شود به هم نخوردن ترتیب ورق‌ها هنگام دست دادن اهمیت دارد. معلوم باشد که ورق اولی که به شخص داده شده چه بوده است و ورق دوم چه بوده است. اخلاق ورق‌دهی حکم می‌کند که ترتیب ورق‌های داده شده به هر بازیکن هنگام دست‌دادن به هم نخورد. این مسئله اهمیت بیشتری می‌تواند داشته باشد چرا که برخی حاکمان بر اساس ترتیب ورق حکم می‌کنند. (مثلاً همواره خال ورق دومی را که دریافت کرده‌اند خال حکم اعلام می‌کنند)
پس از تعیین شدن حکم، یا به بیان دقیق‌تر خال حکم، ورق‌دهنده دو بار دیگر در بسته‌های چهارتایی به بازیکنان به همان ترتیب پیشین ورق می‌دهد. (به بیان کامل تر: به‌طور کلی ورق دهنده در دور اول به همهٔ بازیکنان چهار تا-پنج تا ورق می‌دهد و بعد از آن به همه چهار تا-چهار تا ورق می‌دهد تا جایی که ورق‌ها تمام شوند) بعد از اتمام تقسیم ورق‌ها بازی آغاز می‌شود.
روال بازی
ورق نخست را حاکم «می‌آید». اصطلاح «آمدن» در حکم به معنی قرار دادن ورقی (از رو) بر زمین است به‌طوری‌که همگان آن را ببینند. «فلان کس سرباز پیک آمد» به این معنی‌است که هنگامی که نوبتش شد ورق سرباز پیک را بر زمین نهاد. گاه به جای «آمدن» از «بازی کردن» استفاده می‌کنند؛ مثلاً «فلان کس سرباز پیک بازی کرد». حال اگر در ابتدای بازی یکی از حریف‌ها حکمی نداشته باشد دوباره باید برگه پخش شود.
قوانین لازم‌الاجرا:
داشتن یک شکل بیبی سرباز یا شاه یا آس
بازی به صورت پادساعتگرد می‌باشد.
دربازی نوبت باید رعایت شود و هیچ‌کس حق ندارد زودتر از نفر بعدی بازی کند.
اگر در دست اولی که کارت پخش می‌شود دست حاکم زیر۱۰باشد وتصویری (شاه، بی بی و سرباز) موجود نباشد حاکم می‌تواند درخواست توزیع دوباره کارت کند.
چنانچه در دست حاکم تصویری موجود نباشد می‌تواند درخواست توزیع مجدد کارت را بدهد.
چنانچه ۲ نفر از ۴نفر رای‌گیری کنند که کارت دوباره توزیع شود کارت‌ها دوباره توزیع خواهد شد (مگر اینکه حکم در دست حاکم باشد).
به خال نخستین ورقی که بر زمین قرار داده شده است (و همچنان بر زمین است) «خال زمینه» می‌گویند. پس شخص حاکم با «آمدن» ورق، خال زمینه را تعیین کرده است. جهت ترتیب نوبت افراد همان جهتی‌است که دست داده شده است (معمولاً پادساعتگرد). اگر کسی در دستش ورقی از خال زمینه داشته باشد، حق آمدن ورقی از خال دیگر را ندارد و باید ورقی با همان خال زمینه بازی کند. اگر ورقی با خالِ آنِ زمینه ندارد، هر ورق دیگری را می‌تواند بازی کند. اگر خال زمینه حکم نباشد، هر ورقی از هر خالی جز خال حکم ارزشی کم‌تر از ورق زمینه دارد؛ یعنی مثلاً اگر ورق زمینه پنجِ دل باشد و [خالِ] حکمْ پیک باشد و شخص در دستش دل نداشته باشد اگر آس خشت هم بازی کند ارزش آس خشتش از پنج دل کمتر است. اگر شخص خال زمینه را ندارد و خال زمینه حکم نباشد هر ورقی از خال حکم از ورق زمینه ارزشش بیشتر است. اگر خال زمینه حکم باشد و شخص حکم نداشته باشد به هیچ تدبیری نمی‌تواند ورقی با ارزش‌تر از ورق زمینه بازی کند. هر گاه کسی خال [غیر حکم] زمینه را ندارد و ورقی با خال حکم بازی کند و نخستین نفری باشد که خالی حکم بازی می‌کند به اصطلاح ورق زمینه را «بریده است» و در حالت کلی‌تر خال زمینه را بریده است. ممکن است کسی روی دست او ببرد یعنی او هم از خال زمینه نداشته باشد و ورق حکمی با ارزشی بالاتر از ورق برندهٔ اول بازی کند.
پس از این که هر چهار نفر ورق‌های خود را بازی کردند با ارزش‌ترین ورق با توجه به ورق زمینه تعیین می‌شود و یک امتیاز (دست) نصیب تیمی می‌شود که یکی از بازیکنانش با ارزش‌ترین ورق را بازی کرده است. پس از کسب امتیاز ورق‌ها (این ورق‌ها هر بار چهار ورق‌اند) از صحنهٔ بازی کنار می‌رود و کسی حق مشاهده دوباره آن‌ها را ندارد و شخصی که در نوبت قبل باعث کسب امتیاز برای تیمش شده است باید از نو ورقی بازی کند. پس در نوبت دوم شخص حاکم لزوماً نخستین کسی نیست که بازی می‌کند؛ و برگ زمینه را شخصی که دست قبل باعث کسب امتیاز شده است تعیین می‌کند. اما جهت ترتیب نوبت‌ها همچنان حفظ می‌شود. (یعنی مثلاً پادساعتگرد می‌گردد) تیمی که هفت امتیاز کسب کند بازی را برنده شده است. اگر تیم برنده همان تیم حاکم باشد، حاکم همچنان حاکم باقی می‌ماند و اگر تیم حاکم شکست خورد، حاکمْ خودْ ورق‌دهنده می‌شود و به همان ترتیب نوبت پیشین ورق می‌دهد. (پس از برخوردن ورق‌ها). اگر در یک دست بازی یکی از تیم‌ها ۶ باشد و همان تیم، تیم مقابل را کُت کند، تیم کت‌کننده بازی را برده است.
کت کردن
اگر در یک دست بازی یکی از تیم‌ها هیچ امتیازی کسب نکند به اصطلاح «کُت» می‌شود. اگر تیم کت شونده تیم حاکم باشد سه باخت و اگر تیم کت شونده حاکم نباشد تو گویی دو باخت در نظر گرفته می‌شود. اگر بازیکنی ورق‌های خود را با توجه به ورق زمینه بازی نکند تیم به اصطلاح «کُت» می‌شود. به «کُت شدن» تیم حاکم، «حاکم کتی» یا «سه کتره» یا «پر کت» می‌گویند در کت کردن نیازی به اعلان نیست. اگر تیمی پس از این که ۷ دست را برد، اصرار به ادامه بازی داشت و موفق شد که تمام ۱۳ برگ را ببرد در اصطلاح به آن بام می‌گویند و اگر موفق به کسب ۱۳ دست نشود همان کتی لحاظ می‌شود. در این صورت کل بازی تمام است و تیم بام‌کننده برنده نهایی بازی خواهد بود. همچنین اگر حاکم «بام» شود به آن «پر بام» یا «حاکم بام» می‌گویند. این پیروزی سهمگین‌ترین نوع برد است.
در ضمن اگر در توزیع ورقها اشتباهی شود و بیش از یک کارت خطا داشته باشند یکبار دیگر توزیع کارت انجام می‌شود و اگر یک کارت بیشتر به تیم حاکم داده شود فرد اعلام‌کننده می‌تواند هر کارتی را از رو به فردی که کمتر دارد بدهد فقط به شرطی که بعد از تحویل کارت حداقل یک کارت دیگر از همان ورق داشته باشد و اگر کارت اضافه نزد تیم توزیع‌کننده باشد این‌جا دو حالت پیش می‌آید: در حالت اول تیم حاکم می‌تواند درخواست تکرار توزیع ورق‌ها را بکند و در حالت دوم یک ورق به صورت شانسی از دست مقابل بدون نشان دادن ورق بردارد.
لازم است ذکر شود که تیم برنده برگ هارا جمع کرده و کنار خودش قرار می‌دهد اما لزوماً نباید به همگان نشان دهد.
ترتیب انداختن کارت‌ها به صورت پادساعتگرد است.
موارد خاص: هنگامی که بازی بین دو گروه زن و مرد باشد (یک زن و یک مرد در هر گروه) در بازی وقتی تک و شاه بازی شده باشد بازیکن می‌تواند از یارش بپرسد که آیا بی بی دست تو هست یا خیر. نکته جالبتر آنجاست که در صورتی که شخصی فراموش کند از یارش دربارهٔ بی بی سؤال کند و برگه مربوط را ببرد، امکان اصلاح آن در پایان همان دور وجود دارد.
خال فرار
اگر بازیکن یا یار او از یک خال، فقط یک ورق داشته باشد به آن ورق خال فرار می‌گویند. اگر بازیکن ورق حکم داشته باشد و خال فرار غیر حکم باشد، ترجیح این است که در اولین فرصت، خال فرار بازی شود تا بازیکن این امتیاز را پیدا کند که در موقعیت مناسب با ورق حکم، ورق زمینه را ببُرد.
ترفند آس خوری
با تکیه بر جریان بازی و خال‌های صادر شده، درصورتی که بازیکن قصد صادر کردن آس را داشته باشد ولی احتمال بدهد یار وی خال فرار از نوع شاه، بی‌بی یا سرباز همان خال را در اختیار دارد بهتر است صبر کند تا خال فرار بازی شود و دست بگیرد سپس در فرصت بعدی، آس توسط بازیکن صادر می‌شود.
ترفند پاس‌کاری
در شرایطی قابل استفاده است که بازیکن و یار وی هر دو طی جریان بازی خال فرار صادر کنند و همزمان در دست‌شان ورق حکم نیز باشد. بازیکن از خالی که هم‌تیمی وی فرار داد صادر می‌کند تا او با ورق حکم، دست را ببُرد، سپس همین روند توسط هم‌تیمی تکرار می‌شود و اصطلاحاً به هم پاس می‌دهند.
ترفند آس بی‌بی
اگر بازیکن از یک خال همزمان ورق آس و ورق بی‌بی را داشته باشد این احتمال وجود دارد که ورق بی‌بی بتواند یک دست بگیرد؛ زیرا وقتی یک خال برای اولین بار صادر می‌شود بازیکنان منتظر صدور آس آن خال هستند و از میان ورق‌های خودشان، ورقی که کمترین امتیاز را دارد صادر می‌کنند؛ بنابراین بازیکن با توجه به روند بازی می‌تواند شانس خود را امتحان کرده و ابتدا ورق بی‌بی را صادر کند و سپس در دور بعدی با ورق آس بازی کند.

## حکم دو نفره
ساختمان کلی قوانین بازی در حکم‌هایی با تعداد غیر از ۴ نفر، مانند حکم ۴ نفره اند ولی در پاره ای از قوانین جزئی باهم تفاوت دارند که در ادامه ذکر خواهد شد. در صورتی که تعداد پایه‌های حکم «پایه» اصطلاحی است که به افرادی گفته می‌شود که در یک جمع، مایل به بازی کردن حکم باشند. فقط ۲ نفر باشد، قوانین بازی به صورت زیر است:
در اول بازی باید یک کارت کم ارزش مانند عدد ۲ به بیرون بیندازند.
همان‌طور که در بالا ذکر شد، در حکم ۲ نفره بدیهی است که هر شخص به نفع خود بازی می‌کند. یکی از ۲ شخص، مانند حکم ۴ نفره، پس از بر زدن، ورق‌ها را روی زمین می‌اندازد تا بالاخره به یکی از ۲نفر، آس بیفتد و او حاکم شود. پس از تعیین حاکم، شخص دوم، دوباره ورق‌ها را بر زده و نخست به حاکم و سپس به خودش، پنج ورق می‌دهد. حاکم، خال حکم را تعیین کرده و هردو شخص، باید بر اساس حکم تعیین شده، از دست خود که۵ ورق دارد، ۲ورق را که نسبت به سایر ورق‌های دست، بی ارزشند را از دست خود، بیرون بیندازند.سپس حاکم از دسته اصلی ورق (نه ورقهایی که از دست خارج کردند)، ۲ورق به نوبت ونه باهم، برمی‌دارد. اگر دید که ورق اول به درد او می‌خورد، آن را در دست خود گذاشته و سپس ورق دوم را برداشته و فقط آن را نگاه کرده و زمین می‌اندازد. اگر دید که ورق اول بدرد او نمی‌خورد، آن را زمین انداخته و بالاجبار، ورق دوم را برداشته و در دست خود می‌گذارد. سپس شخص دوم این کار را انجام می‌دهد و سپس حاکم و… تا جایی این روند ادامه پیدا می‌کند که دسته اصلی ورق، تمام شود. اگر این روند درست انجام شده باشد، هر شخص در پایان، ۱۳ ورق در دست خود دارد. پس از این روند، بازی آغاز می‌شود و هر کس ۷ دست بگیرد، برنده بازی است.

## حکم ۳ نفره
در حکم ۳ نفره نیز هر شخص، به نفع خود بازی می‌کند و بردن بازی، با گرفتن ۷ دست انجام می‌شود.
تنها کاری که باید انجام داد این است که پیش از بازی، یک خال۲ را از بازی خارج کرد (مثلاً ۲ خشت). تا تعداد ورق‌ها بر ۳، بخش پذیر شود(۱۷=۳÷۵۱). طبق معمول، حاکم را تعیین کرده و پس از کوپ کردن ورق‌ها توسط یک شخص ثالث، دست‌ها در ۱ سری ۵ تایی و۳ سری ۴ تایی داده می‌شود و در پایان، هر شخص، ۱۷ ورق در دست خود دارد. سپس بازی آغاز می‌شود و شخصی که ۷ دست بگیرد، برنده بازی می‌شود. در نظر داشته باشید که حکم سه نفره کتی دارد.

## حکم ۵ نفره
این حالت از حکم، بسیار کم اتفاق می‌افتد. مانند حکم ۳ نفره، هر نفر به نفع خود، بازی می‌کند. تنها تفاوت آن با حکم ۳ نفره اینست که به‌جای یک خال۲، باید ۲ عدد از خال‌های ۲ را بیرون انداخت. تا تعداد ورق‌ها بر ۵ بخش پذیر باشد(۱۰=۵÷۵۰). پس از تعیین حاکم و کوپ کردن ورق‌ها توسط یک شخص ثالث، دست‌ها در ۲ سری ۵ تایی داده شده و در آخر، هر نفر ۱۰ورق در دست خود دارد. طبق معمول، برای بردن بازی، باید ۷ دست گرفت.

## حکم ۶ نفره
این حالت، معمولاً برای موقعیّت‌هایی کاربرد دارد که تعداد پایه‌های حکم، زیاد باشد. در حکم ۶ نفره، می‌توان به صورت ۲ یا ۳ تیم بازی کرد. پیشنهاد می‌شود که در ۲ تیم بازی شود (هر تیم ۳ نفر). باید هر چهار تا خال ۲، از دسته ورق، بیرون انداخته شود تا تعداد ورق‌ها بر ۶ بخش پذیر باشد(۸=۶÷۴۸). در حکم ۶ نفره، دسته ورق ۲ بار کوپ می‌شود. به صورتی که: اگر بازی متشکل از ۲ تیم ۳ نفره باشد، دسته ورق، توسط هر دو نفر هم تیمی‌های حاکم، کوپ می‌شود. اگر بازی متشکل از ۳ تیم ۲ نفره باشد، دسته ورق، یکبار توسط هم تیمی حاکم و یکبار توسط یکی از اعضا تیم سوم، کوپ می‌شود. پس از کوپ کردن کامل دسته ورق، دست دادن آغاز می‌شود. به هر نفر، ۸ ورق می‌رسد که در ۲ سری ۴ تایی توزیع می‌شود. طبق معمول، بردن بازی با گرفتن ۷ دست انجام می‌شود.
روشی دیگر برای حکم ۶ نفره استفاده از دو کارت جوکر(Joker) می‌باشد. در این حالت تعداد کل ورق‌ها ۵۴ تا می‌باشد که به هر نفر ۹ ورق تعلق می‌گیرد. جوکر قرمز رنگ با ارزش‌ترین کارت در بازی و پس از آن جوکر سیاه رنگ بیشترین ارزش را دارد، اما جوکر قرمز تنها پس از بازی شدن جوکر سیاه اعتبار دارد و اگر قبل از جوکر سیاه بازی شود سوخته حساب می‌شود و فاقد ارزش است. این بازی به صورت دو تیم ۳ نفره بازی می‌شود. در ابتدا کارت‌ها توسط یکی از بازیکنان تقسیم شده (حاکم قبل از شروع بازی تعیین نمی‌شود) سپس بازیکنان به ترتیب دریافت ورق‌ها با توجه به قدرت و تعداد کارت‌هایشان و در نظر گرفتن کمک هم تیمی‌ها اعلام می‌کنند که در صورت حاکم شدن، توانایی گرفتن چند دست را دارند. حداقل تعداد دست اعلامی ۵ و واضح است که حداکثر ۹ دست می‌باشد. اگر بازیکنان بعد از شخص اعلام کننده فقط می‌توانند عددی بزرگتر از عدد اعلام شدهٔ قبلی اعلام کنند. برای مثال اگر اولین شخص اعلام کنند که ۵ دست خواهد گرفت نفر دوم می‌تواند اعداد بزرگتر از ۵ را اعلام کند(۶٬۷٬۸٬۹) در غیر این صورت باید بگوید که «معاف» است و نوبت را به نفر بعدی بدهد. اگر نفر سوم اعلام کرد ۶ دست، نفر چهارم می‌تواند ۷٬۸٬۹ را اعلام کند و به همین روال تا آخرین نفر ادامه میابد. شخصی که بیشترین اعلام را داشته باشد حاکم می‌شود و حکم را با توجه به دست خودش تعیین می‌کند. روال بازی همانند حکم ۴ نفره است به استثنای این که جوکرها اضافه شده‌اند. اگر تیم حاکم تعداد دست‌های اعلامی را بگیرند یا مازاد بر آن دستی بگیرند به همان تعداد امتیاز کسب می‌کنند مثلاً اگر ۵ را اعلام کرده باشند و ۷ دست بگیرند. ۷ امتیاز کسب می‌کنند، ولی اگر ۹ دست را بگیرند ۱۸ امتیاز کسب می‌کنند. اگر حاکمی ۹ دست اعلام کند و تیمش ۹ دست را بگیرد ۳۶ امتیاز می‌گیرد. اما اگر تیم حاکم و تیمش نتوانند تعداد دست اعلام شده را بگیرند تیم مقابل امتیازی حداقل دو برابر تعداد اعلامی کسب می‌کند (اصطلاحاً حاکم جریمه شده است) که مقدار این امتیاز از فرمول زیر حساب می‌شود. اگر تعداد دست اعلامی را X در نظر بگیریم و تعداد دست‌هایی که تیم حاکم گرفته را (که در این حالت کمتر از اعلام می‌باشد) را Y در نظر بگیریم، امتیاز دریافتی تیم مقابل به این صورت زیر است:
(1- X - Y)*۲ * X + 2 =امتیاز تیم مقابل≦۱۸
به عنوان مثال حاکم عدد ۵ را اعلام کرده باشد و تیمش تنها ۴ دست را بگیرند در این حالت تیم مقابل ۵*۲=۱۰ امتیاز کسب می‌کند. اگر تیم حاکم ۳ دست گرفت، تیم مقابل ۱۲ امتیاز میگرد. اگر ۷ دست اعلام کرد و ۵ دست گرفت، تیم مقابل ۱۶ امتیاز. به همین خاطر گاهی ریسک نکردن عاقلانه تر به نظر می‌رسد. نکته ای در محاسبه این امتیاز باید در نظر گرفت این است که اگر طبق فرمول امتیاز حساب شده از ۱۸ بیشتر شد همان عدد ۱۸ در نظر گرفته می‌شود و نه بزرگتر از آن. تیمی که امتیاز کمتری قبل هر دست دارد، دست می‌دهد. اگر تمام بازیکن‌ها معاف اعلام کنند و حاکمی وجود نداشته باشد یک امتیاز به تیمی که دست می‌دهد اضافه شده و دوباره دست می‌دهند. بازی تا هنگامی که تیمی به امتیاز ۱۲۴ برسد ادامه می‌یابد تیمی که به امتیاز ۱۲۴ برسد برنده بازیست.
1. 1 2 3 4 5 6  «آموزش بازی حکم برای افراد مبتدی با توضیحات کامل و جامع». سایت ارگا. ۱۳۹۹-۰۹-۲۱. دریافت‌شده در ۱۴۰۰-۰۱-۰۶.
2. ↑  به سطح مسطحی که ورق‌ها هنگام بازی روی آن قرار می‌گیرند زمین می‌گویند؛ بنابراین ممکن است که زمین سطح میز باشد
3. ↑  منظور از اصطلاح «دستِ یک نفر» مجموعهٔ ورق‌هایی‌است که هنگام بازی در دست وی است